# Џонстаун (Њујорк)
Џонстаун (енгл. Johnstown) град је у америчкој савезној држави Њујорк. По попису становништва из 2010. у њему је живело 8.743 становника.

## Демографија
Према попису становништва из 2010. у граду је живело 8.743 становника, што је 232 (2,7%) становника више него 2000. године.
| Група             | 2000.         | 2010.         |
| Белци             | 8.175 (96,1%) | 8.212 (93,9%) |
| Афроамериканци    | 53 (0,6%)     | 87 (1,0%)     |
| Азијати           | 84 (1,0%)     | 111 (1,3%)    |
| Хиспаноамериканци | 92 (1,1%)     | 211 (2,4%)    |
| Укупно            | 8.511         | 8.743         |